# SM UC-5
El SM UC 5 fue un submarino-minador alemán del tipo UC I perteneciente a la Armada Imperial alemana (en alemán Kaiserliche Marine), donde prestó servicio durante la Primera Guerra Mundial. 

## Historial

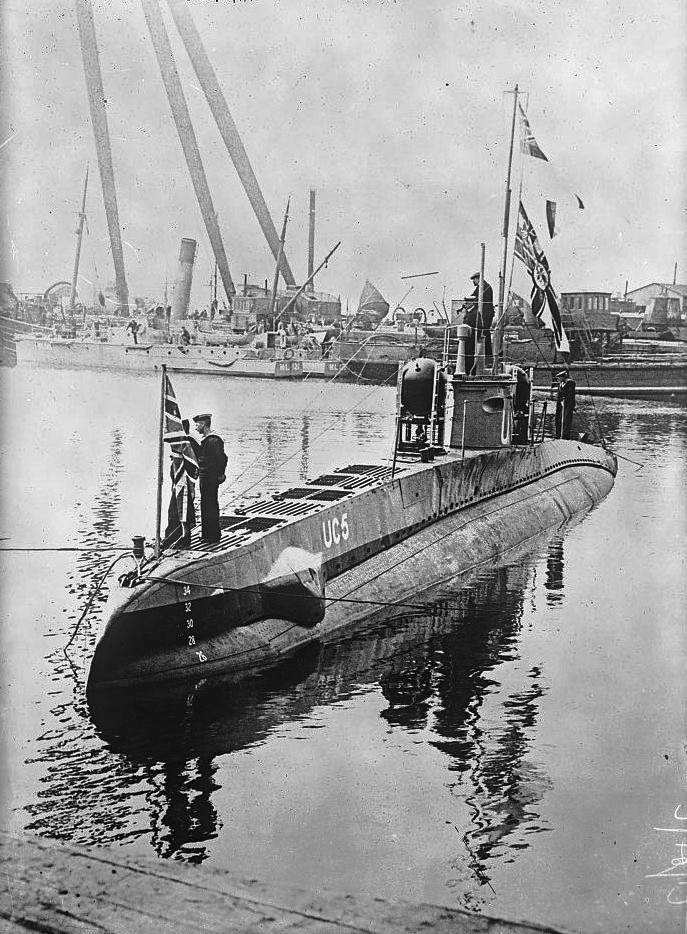
El SM UC 5 expuesto en el Támesis.

### Construcción
El submarino fue ordenado en noviembre de 1914, botado el 13 de junio de 1915 y asignado al servicio activo el 19 de junio de 1915 como SM UC 5.

### Servicio
Se dio el mando al Oberleutnant zur See  Herbert Pustkuchen, quien lo ostentó entre junio de 1915 y diciembre de 1915. El 21 de agosto de 1915, se convirtió en el primer submarino-minador en penetrar en el canal de la Mancha, donde desplegó 12 minas cerca de  Boulogne, una de ellas hundió al barco de vapor William Dawson el mismo día. El 7 de septiembre desplegó otras 6 minas entre Boulogne y Folkestone, una de las cuales echó a pique al buque-cablero Monarch.
En diciembre de 1915, Pustkuchen fue relevado por Ulrich Mohrbutter. El UC 5 encalló mientras se encontraba de patrulla el 27 de abril de 1916 en 51°59′N 1°38′E / 51.983, 1.633; fracasando el intento de echarlo a pique, su tripulación fue capturada por el destructor HMS Firedrake. El submarino fue expuesto en Temple Pier en el río Támesis y posteriormente en Nueva York por motivos propagandísticos.
A lo largo de su carrera, el UC 5 consiguió hundir 29 buques con un registro bruto de 36 288 t en 29 patrullas.